# Klaus Stubenvoll
Klaus Stubenvoll (* 14. März 1968 in Wien) ist ein ehemaliger österreichischer Basketballspieler.

## Laufbahn
Stubenvoll spielte ab 1981 Basketball in der Jugend des Wiener Arbeiter-Turnvereins (WAT) Wieden in Wieden (Wien). Er wurde in der Jugend drei Mal Staatsmeister. Mit der Herrenmannschaft des Vereins stieg er in die Bundesliga auf. Der 1,92 Meter große Aufbauspieler nahm im Sommer 1986 an der in seinem Heimatland ausgetragenen Junioren-Europameisterschaft teil und war im Turnierverlauf mit 7,7 Punkten je Begegnung viertbester Korbschütze der Gastgeber. 1987 gehörte er zu Österreichs Studentennationalmannschaft, die bei der Universiade in Zagreb antrat.
Auf Vereinsebene wechselte er 1988 für eine Saison zum BK Klosterneuburg, mit dem er Staatsmeister wurde. Ab 1989 spielte Stubenvoll wieder für seinen Heimatverein WAT Wieden beziehungsweise ab 1998 für dessen Nachfolger Basket Clubs of Vienna. Er spielte jahrelang in der Bundesliga und nahm mit WAT Wieden auch am europäischen Vereinsbewerb Korać-Cup teil. In der Saison 1990/91 gehörte Stubenvoll zu den besten Korbschützen der Bundesliga. In der Saison 2000/01 spielte er zeitweilig für den Zweitligisten Güssing. Er bestritt neun Länderspiele für Österreichs Nationalmannschaft.
Als Trainer führte Stubenvoll mehrere Wiener Jugendmannschaften zum Gewinn von Staatsmeisterschaftstiteln. Ab Sommer 2001 war er unter Raoul Korner Assistenztrainer der Basket Clubs of Vienna in der Bundesliga. Er war einer der Initiatoren der Neugründung der Basket Clubs of Vienna im Jahr 2001.
Stubenvoll erlangte 1998 an der Technischen Universität Wien einen Diplomabschluss im Fach Architektur. Mit seiner Ehefrau eröffnete er ein Architekturbüro in Fuchsenbigl. 2015 wurde er des Weiteren staatlich befugter und beeideter Ziviltechniker. 2023 wurde er Trainer beim Zweitligisten Basket Flames Wien und ergänzte den bisherigen Amtsinhaber Renaldo O’Neal. Die Mannschaft war durch eine Zusammenarbeit mit den Vienna D.C. Timberwolves neu aufgestellt worden.